# Hammerschmiede Pehn

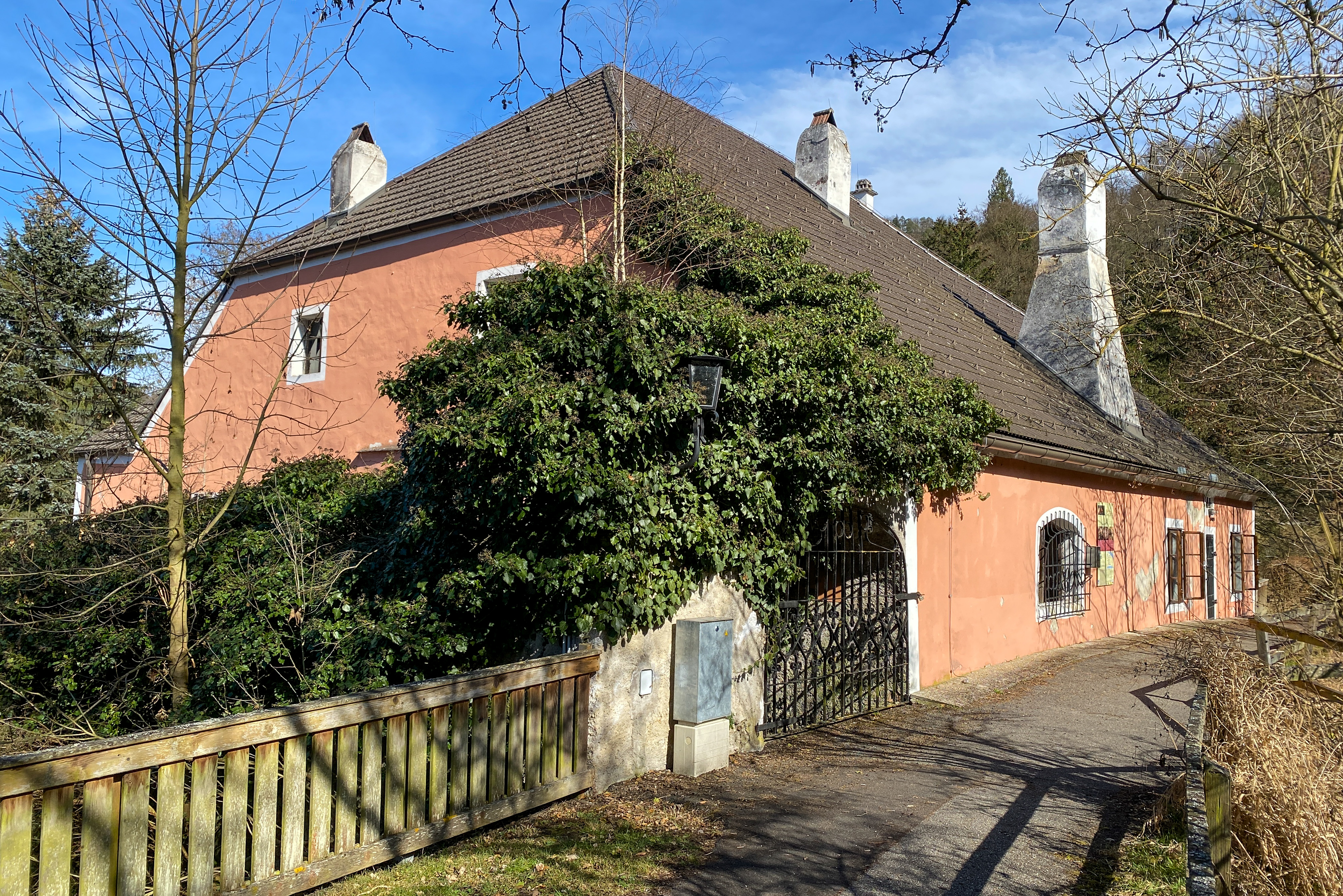
Hammerschmiede Pehn in Aggsbach-Dorf

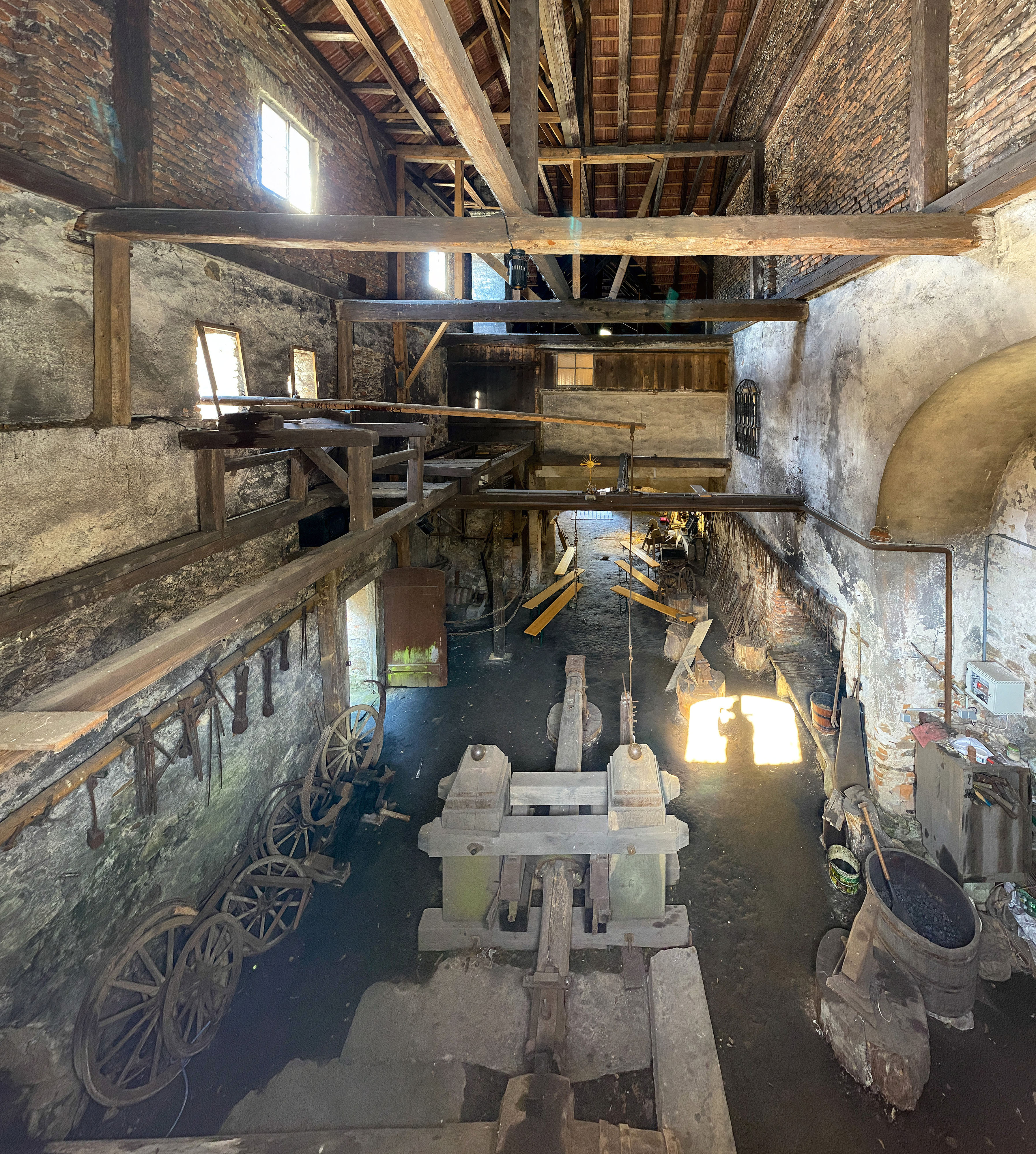
Hammersaal

Die Hammerschmiede Pehn steht in der Ortschaft Aggsbach-Dorf, Hauptstraße 24, in der Marktgemeinde Schönbühel-Aggsbach im Bezirk Melk in Niederösterreich. Die Hammerschmiede steht unter Denkmalschutz (Listeneintrag).

## Geschichte
Die Hammerschmiede entstand im 16. Jahrhundert als Werkzeugschmiede der Kartause Aggsbach am Wolfsteinbach. Nach der Aufhebung der Kartause 1782 ging die Schmiede an die Schiffsmeisterfamilie Wimmer und 1842 an den damaligen Pächter Matthias Penn, dessen Nachkommen (teilw. unter anderen Namen) bis heute die Eigentümer sind. Der letzte Schmied war Josef Pehn († 1956).
Seine Tochter Maria Pehn organisierte um das Jahr 2000 eine große Restaurierung, tatkräftig unterstützt von DI Josef Dorn, der Gemeinde (Bürgermeister Draxler), dem BDA und dem Land NÖ. Im Anschluss daran wurde ein Museumsbetrieb aufgenommen.
Bei der nächsten Restaurierung 2022 unter dem Enkel Alois Kastenberger (mit Unterstützung des BDA und der Kulturabteilung NÖ) wurden große Teile der äußeren Holzkonstruktion erneuert und die Großwerkzeuge ergänzt und weiter instand gesetzt. Derzeit genutzt wird sie als Museum, für Schmiedevorführungen und verschiedene gesellschaftliche Veranstaltungen, Führungen und Schauschmieden können gebucht werden.
Die Anlage ist (konstruktionsbedingt) sehr hochwassergefährdet, ein katastrophale Hochwässer ereigneten sich 1907 und 1941, die große Wiederaufbaumaßnahmen erforderten, weitere 2021 und 2024. Die beim Hochwasser 2021 zerstörte Einlaufschleuse am Wolfsteinbach, die den Schwellteich speist, wurde behelfsmäßig wiederhergestellt, ebenso nach der Flut von 2024; ein Wiederaufbau der großzügigen Anlage von 1937/38 ist derzeit nicht absehbar. Das große Wasserrad für den Hammer wurde neu aus Tannenholz errichtet. Der Radgraben mit den Wasserrädern wurde zum Schutz vor Wetterwirkungen mit einem Pultdach überdacht, wobei eine erhaltene Mauerbank an der Fassade anzeigt, dass es bereits in früherer Zeit ein Pultdach gab.

## Architektur
Auf dem ansteigenden Terrain steht der ein- bis zweigeschoßige breit gelagerte Bau unter einem Schopfwalmdach mit einem Pyramidenkamin. Nordseitig befindet sich ein Vorbau unter einem eigenen Schopfwalmdach mit Schornsteinen und einem Fensterkorb um 1800.
Der Schwellteich unterhalb der Wehrmauer des Klosters mit etwa 2500 m² Fläche in Hochlage speist das Fluder, das wiederum die drei oberschlächtigen Wasserräder für Schwanzhammer, Blasebalg und Schleifanlage versorgt. Die neue Konstruktion besteht aus Tannenholz, die beiden älteren Wasserräder aus Lärche. Die gesamte außen gelegene Holzkonstruktion wurde zum Schutz vor Wettereinwirkungen überdacht.
Die ungewöhnlich geräumige Werkstatt enthält als zentrales Gerät einen riesigen Schwanzhammer, der über einen Grindelbaum vom größten Wasserrad angetrieben wird. Diese Hämmer waren über 500 Jahre Stand der Technik, erst im 19. Jahrhundert wurden sie mit dem Aufkommen der Elektrizität durch den Federhammer ersetzt. Dabei wurden die Wasserräder entfernt und mit Hilfe einer Turbine und eines Generators der benötigte Strom erzeugt. Diese Neuerung unterblieb hier, die Anlage repräsentiert den Stand der Dinge vor Anwendung der Elektrizität.
Weiters sind zwei Essen vorhanden, eine davon wird von einem originalen Spitzblasbalg, ebenfalls mit Wasserkraft betrieben, versorgt. Das dritte Wasserrad betreibt einen Schleifstein. Ebenso vorhanden sind das nötige Werkzeug (insbesondere eine riesige Sammlung von Schmiedezangen), Ambosse, eine Schneidemaschine, eine Reifenbiegemaschine, diverse Bohrer und eine Feldschmiede aus dem Ersten Weltkrieg.
Außerdem gibt es einen etwa 100 Jahre alten Ajax 2 Federhammer (Schmidtstahlwerke Wien), der die auf den Schwanzhammer folgende Generation repräsentiert. Alle Geräte sind voll funktionsfähig.
Seitlich gibt es weiters ein Wirtschaftsgebäude und einen Wasserkanal.